# Командна робота

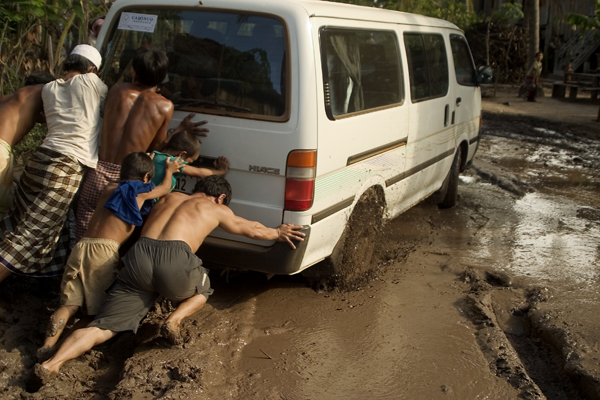
6 людей штовхають фургон

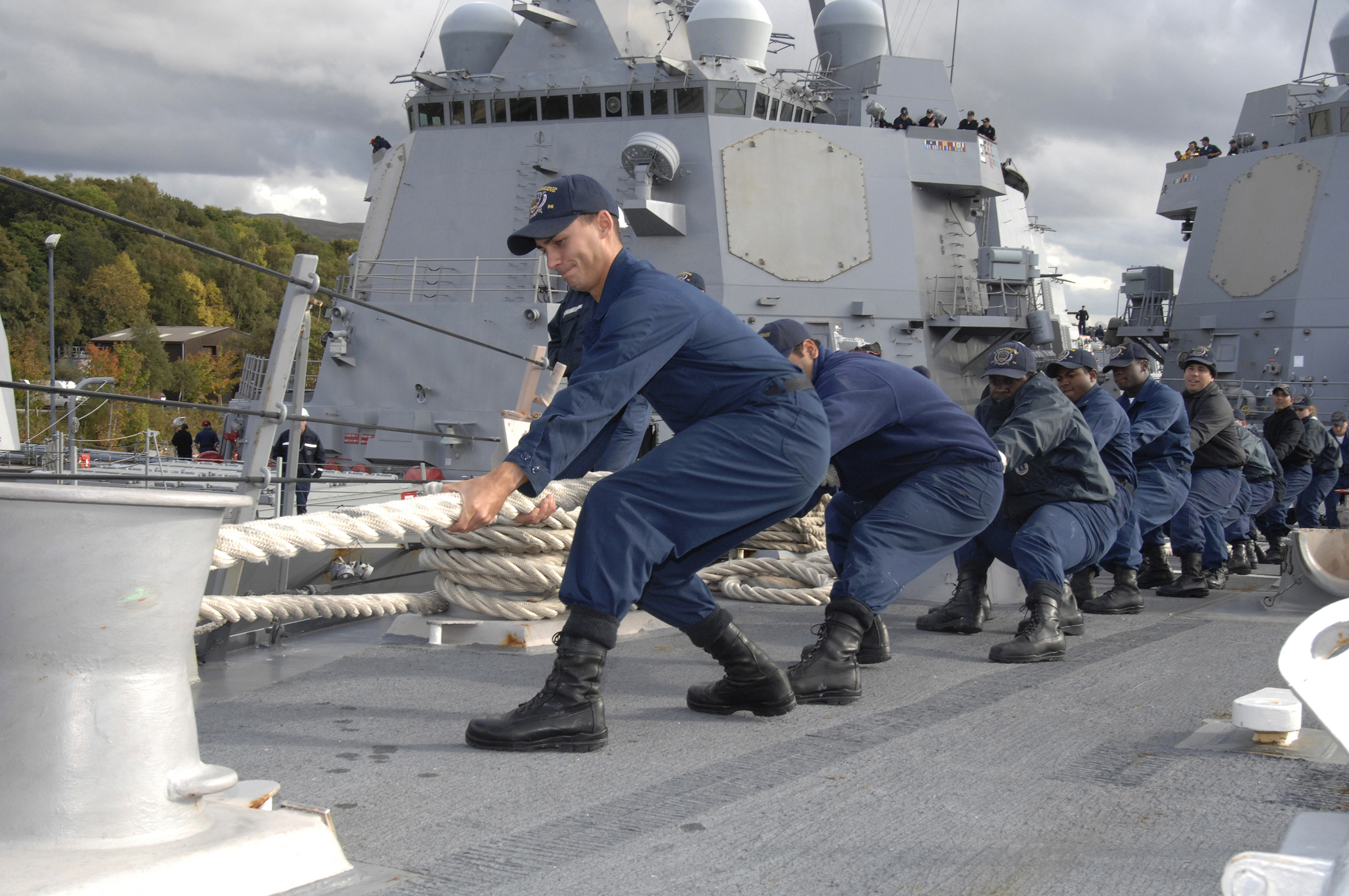
Моряки ВМС США тягнуть швартовний шнур

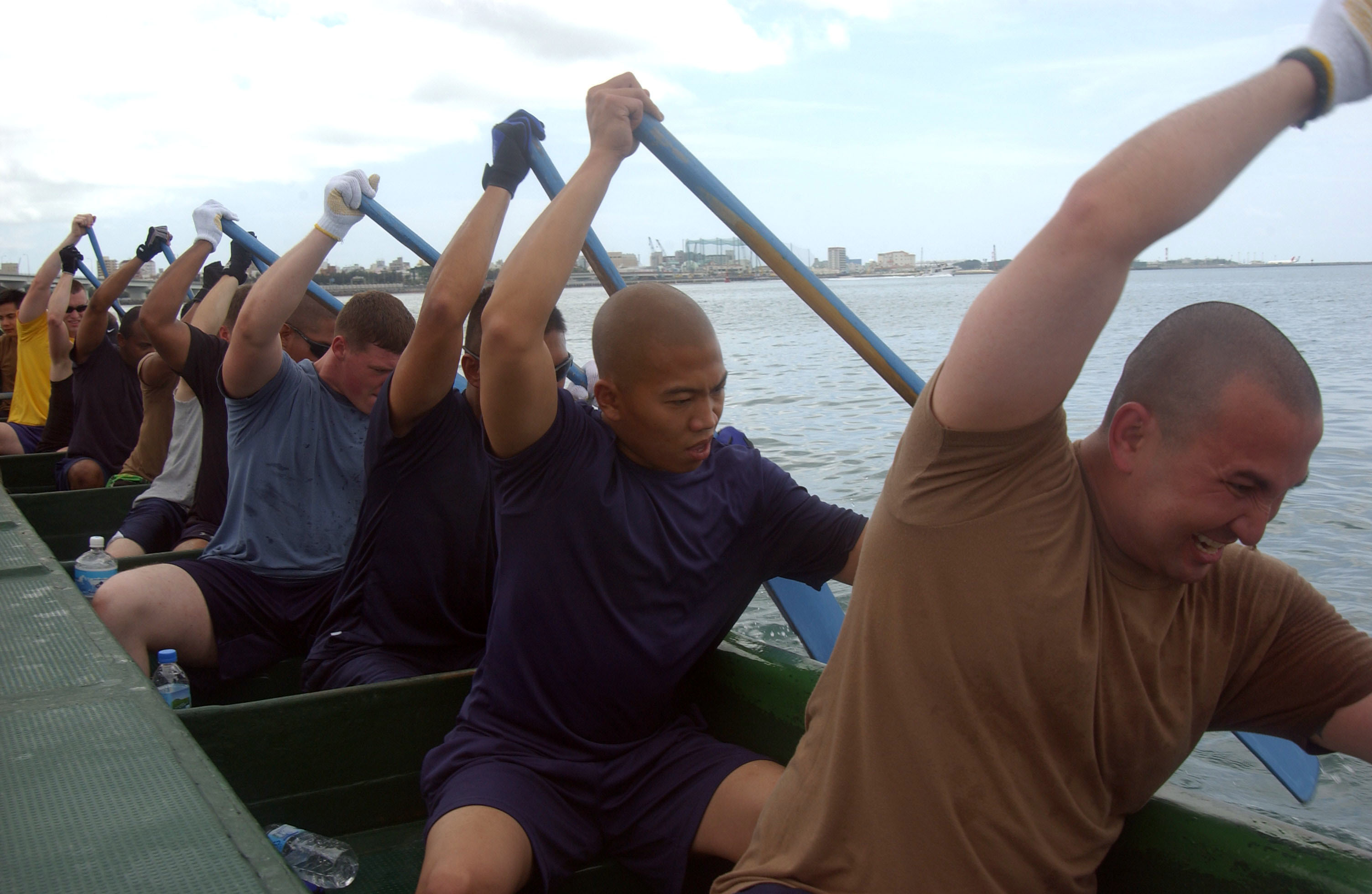
Команда ВМС США з веслування

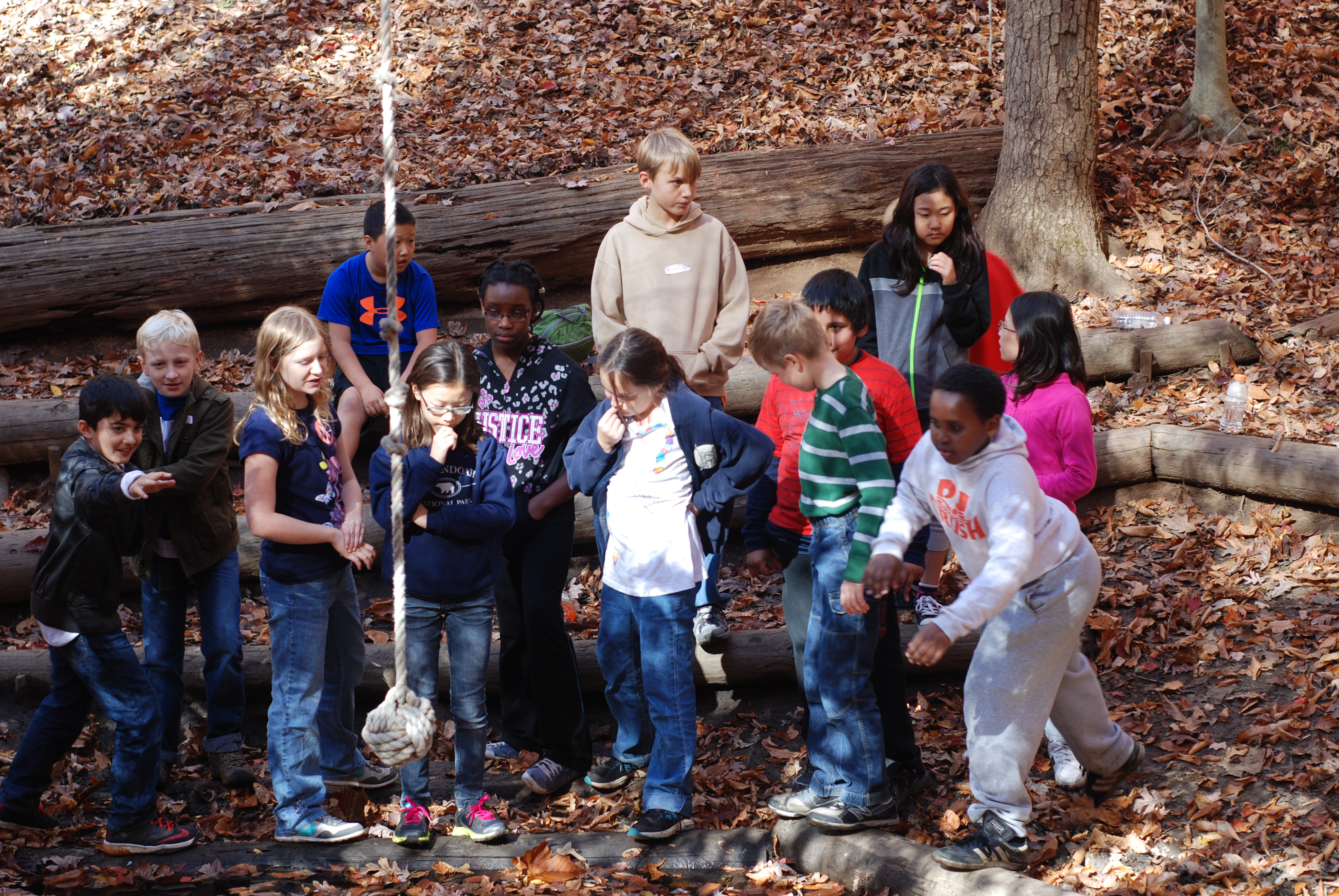
Група людей формує стратегію

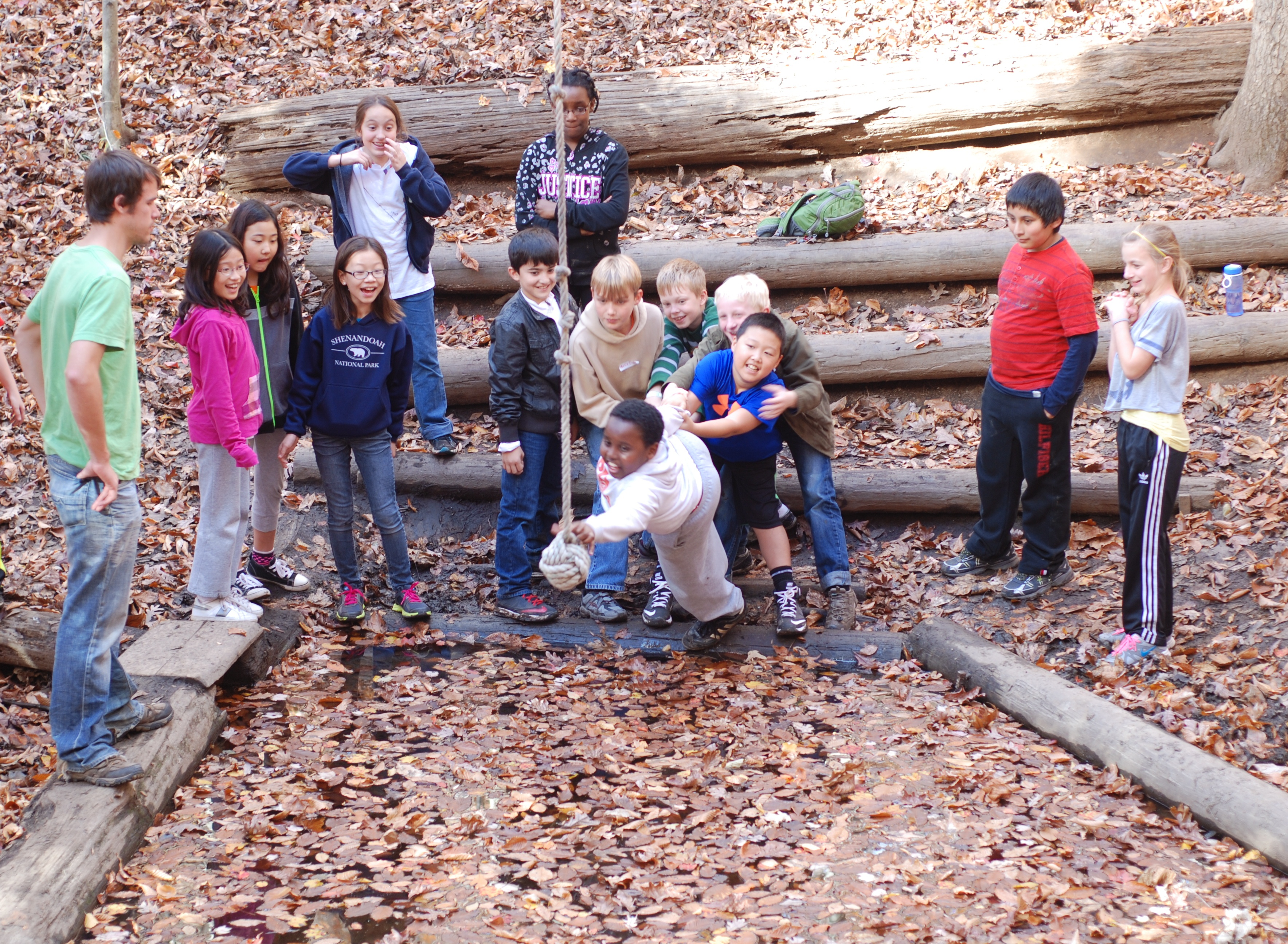
Група людей, які співпрацюють

Командна робота — співпраця групи людей для ефективного досягнення спільної мети або виконання завдання. Здійснюється в рамках співпраці групи людей для досягнення спільної мети.
Ключові характеристики командної роботи включають спільну мету, взаємозалежність, обмеженість, стабільність, здатність керувати власною роботою та внутрішніми процесами, а також діяти у більшій соціальній системі.
Команди мають використати усі ресурси для досягнення найвищої продуктивності (наприклад, ігрові поля або місця для зустрічей, планування та ефективне використання часу, вказівки тренерів або супервайзерів, підтримка з боку організації чи закладу освіти тощо). Учасники команди мають дотримуватись чітко розподілених ролей. Командна робота відбувається на виробництві (формальні команди), у змаганнях (спортивні команди), у закладах загальної середньої та вищої освіти (однокласники чи одногрупники, які працюють над спільним проєктом тощо) та в закладах охорони здоров'я (під час проведення операції). У кожному з цих прикладів рівень командної роботи та взаємозалежності може варіюватися від низького (наприклад, гольф, легка атлетика), середнього (наприклад, бейсбол, футбол), до високого (наприклад, баскетбол, футбол), залежно від рівня спілкування, взаємодії та співпраці між членами команди.
Серед вимог для ефективної командної роботи є адекватна кількість учасників команди, зазвичай, від двох до 100 осіб. Контекст діяльності має найбільше значення, як і кількість членів команди, яка може змінюватися в залежності від поставленої мети. Спортивні команди, зазвичай, мають фіксовані обсяги кількості учасників на основі встановлених правил, а освітні чи професійні команди можуть змінюватися кількісно, в залежності від етапу та складності поставленого завдання.

## Історія
Оксфордський словник англійської мови фіксує використання поняття «командної роботи» в контексті упряжки тяглових тварин ще в 1800 році.
Незважаючи на те, що сьогодні спільна робота між групами людей є дуже поширеною, в середині XX століття такого поняття ще не існувало. Перехід від типової конвеєрної лінії до організаційних моделей, які містили все більше командної роботи, вперше стався під час першої та другої світових війн, з метою об'єднання воюючими країнами своїх людей. Рух до командної роботи здебільшого відбувся завдяки Готорнському ефекту. Внаслідок серії досліджень, проведених у 1920-х та 1930-х роках, удалося підтвердити позитивні результати командної роботи. Після того як організації визнали цінність командної роботи та позитивний вплив, у багатьох сферах життя почали започатковувати принципи командної співпраці які привели до впровадження концепції організації з високими показниками.

## Характеристики ефективної командної роботи
Для ефективної роботи команда повинна мати певні взаємопов'язані характеристики.
Серед них найважливіша — групова згуртованість. Існує позитивний зв'язок між груповою згуртованістю та продуктивністю.
Комунікація є ще однією важливою характеристикою для ефективної командної роботи. Члени команди мають ефективно спілкуватися один з одним, щоб подолати перешкоди, вирішити конфлікти, щоб уникнути безладу. Спілкування підвищує згуртованість.
Спілкування допомагає чітко визначити загальну мету діяльності команди, яка стає спільною метою для кожного учасника команди. Наявність спільної мети підвищує згуртованість, оскільки всі учасники прагнуть до однієї мети та допомагатимуть один одному досягати своїх цілей. 
Відданість виникає, коли члени зосереджені на досягненні спільної мети команди.
Підзвітність необхідна для забезпечення досягнення основних етапів і участі всіх учасників.

## Базова командна динаміка
Основна динаміка розвитку команди включає:
- Відверте спілкування для уникнення конфліктів.
- Ефективна координація для уникнення безладу та перевищення меж власної території інших учасників команди.
- Ефективна співпраця для своєчасного виконання завдань і отримання необхідних результатів, особливо завдяки розподілу навантаження.[8]
- Високий рівень взаємозалежності для підтримки довіри та продуктивності.

Ці умови командної роботи призводять до того, що команда створює ефективний продукт чи реалізовує освітній проєкт. Щоб оцінити ефективність командної роботи її лідер має наперед знати потенціал учасників. Спільну роботу в команді можна вважати ефективною, якщо результат відповідає або перевищуває стандарти організації, процес, який команда обрала, допоміг їм досягти своїх цілей, і члени повідомляють про високий рівень задоволеності співпрацею з членами команди, а також принципами співпраці, яких члени команди дотримувалися.

## Процеси
Процеси командної роботи включають три категорії:

### Перехідні процеси
Ці процеси відбуваються під час підготовки до нової спільнодії. Члени команди можуть оцінювати свою загальну продуктивність як команди, так і один одного, відразу реагувати під час виконання завдання, вносячи такі зміни для покращення процесу співпраці.
- Аналіз завдань;
- Специфікація мети;
- Формулювання стратегії;
- Визначення загальноприйнятих принципів та спільної мети команди.

### Процеси співпраці
Ці процеси відбуваються, коли команда максимально прагне досягнути поставлених цілей та реалізації завдань. Члени команди інформують один одного про свій прогрес і свої обов'язки, допомагаючи один одному у виконанні спільних та індивідуальних завдань. Зворотній зв'язок і спільна робота тривають на високому рівні протягом цього періоду.
- Відстеження прогресу в досягненні цілей;
- Системний моніторинг;
- Моніторинг загальних дій команди та визначення невикористаного потенціалу;
- Координація.

### Міжособистісні процеси
Ці процеси виходять на перший план, як у періоди активної співпраці, так і в перехідні періоди. Це безперервний процес, у якому члени команди висловлюють думки та/або почуття стосовно іншого члена команди або способу виконання спільного завдання. Крім того, члени команди заохочують і підтримують один одного у виконанні індивідуальних завдань.
- Управління конфліктами;
- Мотивація та розвиток впевненості;
- Управління впливом (Affect Management).

Ефективність командної роботи загалом покращується, коли учасники команда злагоджено проходять через ці процеси, оскільки вони покращують співчпрацю та спілкування між членами команди, а отже, покращують індивідуальну роботу в команді та їх спільну діяльність.

## Тренінг для вдосконалення командної роботи
Роботу в команді та продуктивність можна підвищити за допомогою спеціального навчання, спрямованого на окремих членів команди та команду в цілому. Англійський психолог Брюс Такман запропонував модель розвитку команди, яка розділила етапи розвитку команди та рівень командної роботи для кожного етапу:
1. Формування:
  - Цей етап характеризується проблемами входження / уникнення, а також внутрішніми конфліктами між визначенням власного рівня незалежності та бажання бути частиною команди.
  - Члени команди зазвичай прагнуть «перестрахуватися» та мінімізувати свій ризик, якщо щось піде не так.
  - Командна робота на цьому етапі знаходиться на найнижчому рівні.
2. Штурм:
  - Другий етап характеризується боротьбою за владу й авторитет, що є джерелом більшості конфліктів та сумнівів в успіху команди.
  - Якщо на цьому етапі командна робота низька, дуже малоймовірно, що команда подолає свої конфлікти. Якщо є високий рівень командної роботи та бажання співпрацювати, тоді у команди виникають гарні перспективи.
3. Нормування:
  - Третій етап характеризується зростанням рівня солідарності, взаємозалежності та згуртованості, одночасно намагаючись пристосуватися до командного середовища.
  - Цей етап показує набагато вищий рівень командної роботи, що полегшує реалізацію вищезазначених характеристик.
4. Виконання:
  - Цей останній етап розвитку команди включає комфортне середовище, в якому члени команди ефективно виконують завдання у процесі взаємозалежності один від одного та зростаючій згуртованості.
  - Ця стадія характеризується найвищими рівнями комфорту, успіху, взаємозалежності та зрілості, а тому включає найвищі рівні командної роботи.

### Покращення командної роботи
Один із способів, якими психологія управління вимірює роботу в команді — це тест на знання, навички та здібності (KSA). Він був розроблений Майклом Стівенсом та Майклом Кемпіоном у 1994 роц для оцінки людей, які хочуть приєднатися до команди. Дослідники визначають 14 вимог KSA до командної роботи, перш за все, важливих, у офіційно санкціонованих командах. Тест складається з двох основних категорій: міжособистісні KSA, які містять такі елементи, як вирішення конфліктів і комунікація, а також самоуправління, які включають такі елементи, як вироблення спільних цілей та координація завдань.

## Недоліки та переваги
Іноді недоцільно використовувати принципи командної роботи, бо вони можуть призвести до того, що команди не досягнуть свого піку продуктивності. Деякі з цих недоліків включають:
- Соціальна бездіяльність — це явище виникає, коли людина, яка працює в групі, докладає менше зусиль, ніж може, для виконання завдання. Якщо інші члени команди докладають порівняно більше зусиль, це може спричинити конфлікт і призвести до зниження загального рівня продуктивності.
- Поведінкові конфлікти або вкорінений індивідуалізм — співробітники на вищих організаційних рівнях пристосувалися до посад, які потребують більшої індивідуальної ініціативи, і тому їм важко брати участь у спільній роботі. Це створює більш конкурентне середовище з меншим обсягом спілкування та зростаючим конфліктом. Цей недолік здебільшого спостерігається в організаціях, які використовують принципи командної роботи в надзвичайно ієрархічному середовищі.
- Індивідуальні завдання — певні завдання, які не вимагають командної роботи, і вони більше підходять для індивідуальної роботи. Створення команди для виконання «індивідуального завдання» може призвести до виникнення високого рівня конфлікту між членами, що може зашкодити динаміці розвитку команди та послабити її загальну ефективність.
- Групове мислення — психологічний феномен, який виникає в групі людей, коли через бажання уникнути конфлікту прагнення згуртованості є більшим, ніж бажання приймати найефективніші рішення. Коли команда має досвід групового мислення, альтернативні рішення не пропонуватимуться через страх бути відкинутим або незгодою всередині групи. Члени групи оцінюватимуть успіх на основі гармонійності своєї групи, а не на основі результатів своїх рішень. Один зі способів протидії груповому мисленню полягає в тому, щоб члени групи були новачками та мали різні характеристики (стать, вік, національність). Ще один спосіб уникнути загальнокомандного мислення — вимагати від кожного члена пропонувати різні ідеї.

Командну роботу доцільніше організовувати за таких умов:
- Розв'язання задач — група людей може генерувати різні ідеї, але команда допомагає об'єднати ці індивідуальні погляди та позиції для швидкого та ефективного вирішення проблеми. Завдяки загальноприйнятим правилам команди кожен її член зобов'язаний здійснювати приблизно однакові зусилля і пропонувати свій унікальний погляд на проблему, аби знайти найкраще можливе рішення.[15] Командна робота може призвести до вироблення найкращих рішень, освітніх проєктів або послуг. Ефективність командної роботи залежить від наступних шести компонентів співпраці між членами команди: спілкування, координація, збалансованість внесків членів, взаємна підтримка, зусилля та згуртованість.[16]
- Здорова конкуренція — може мотивувати людей і допомогти всій команді досягти успіху.
- Розвиток міжособистісних стосунків — команда, яка продовжує працювати разом, з часом досягне високого рівня співпраці. Це може допомогти членам уникнути непотрібних конфліктів, оскільки вони добре познайомилися один з одним завдяки командній роботі.[15] Завдяки побудові міцних стосунків між членами команди підвищується задоволеність членів команди, а отже, покращується як робота в команді, так і їх продуктивність.[10]
- Індивідуальні якості — кожен член команди може запропонувати свої унікальні знання та вміння, щоб допомогти підвищити рівень компетентності інших членів команди. Завдяки командній роботі обмін цими якостями дозволяє членам команди бути більш продуктивними в майбутньому.[8]
- Мотивація — взаємна співпраця може призвести до підвищення рівня мотивації в команді завдяки підвищенню відповідальності за індивідуальну продуктивність. В умовах конкуренції між групами, учасники, як правило, стають більш амбітними, щоб працювати краще. Надання групам порівняльного стандарту підвищує рівень їх продуктивності, заохочуючи членів до співпраці.

Паулюс описує додаткові переваги командної роботи:
- розподіл навантаження;
- можливість проявити лідерські якості та досягнути соціального задоволення;
- почуття приналежності до успішної команди;
- здатність досягти більшого, ніж якби члени команди працювали окремо.